# Fotografická deska

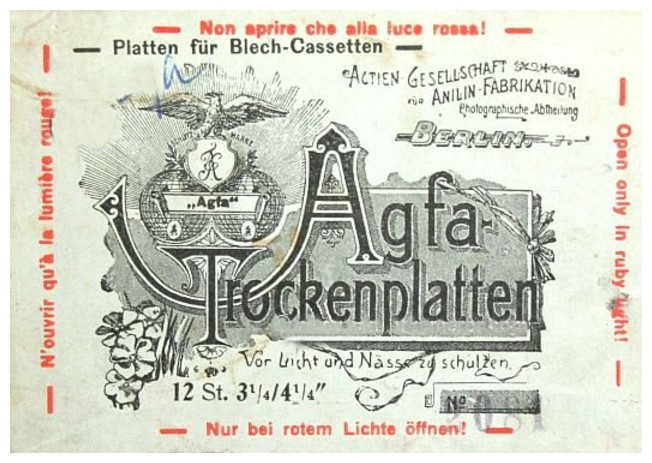
Balení skleněných desek AGFA, asi 1880

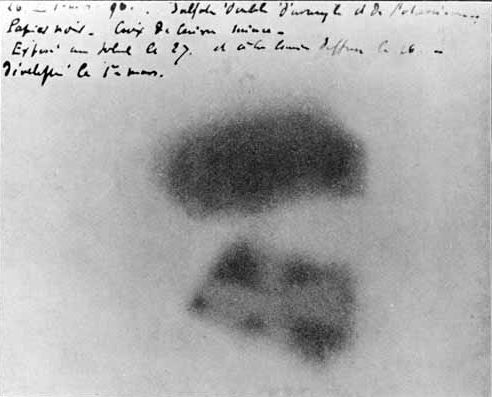
Fotografická deska Henri Becquerela, která byla vystavena účinkům radioaktivního záření; dole je vidět stín kovového maltézského kříže umístěného mezi deskou a uranovou solí, asi 1896

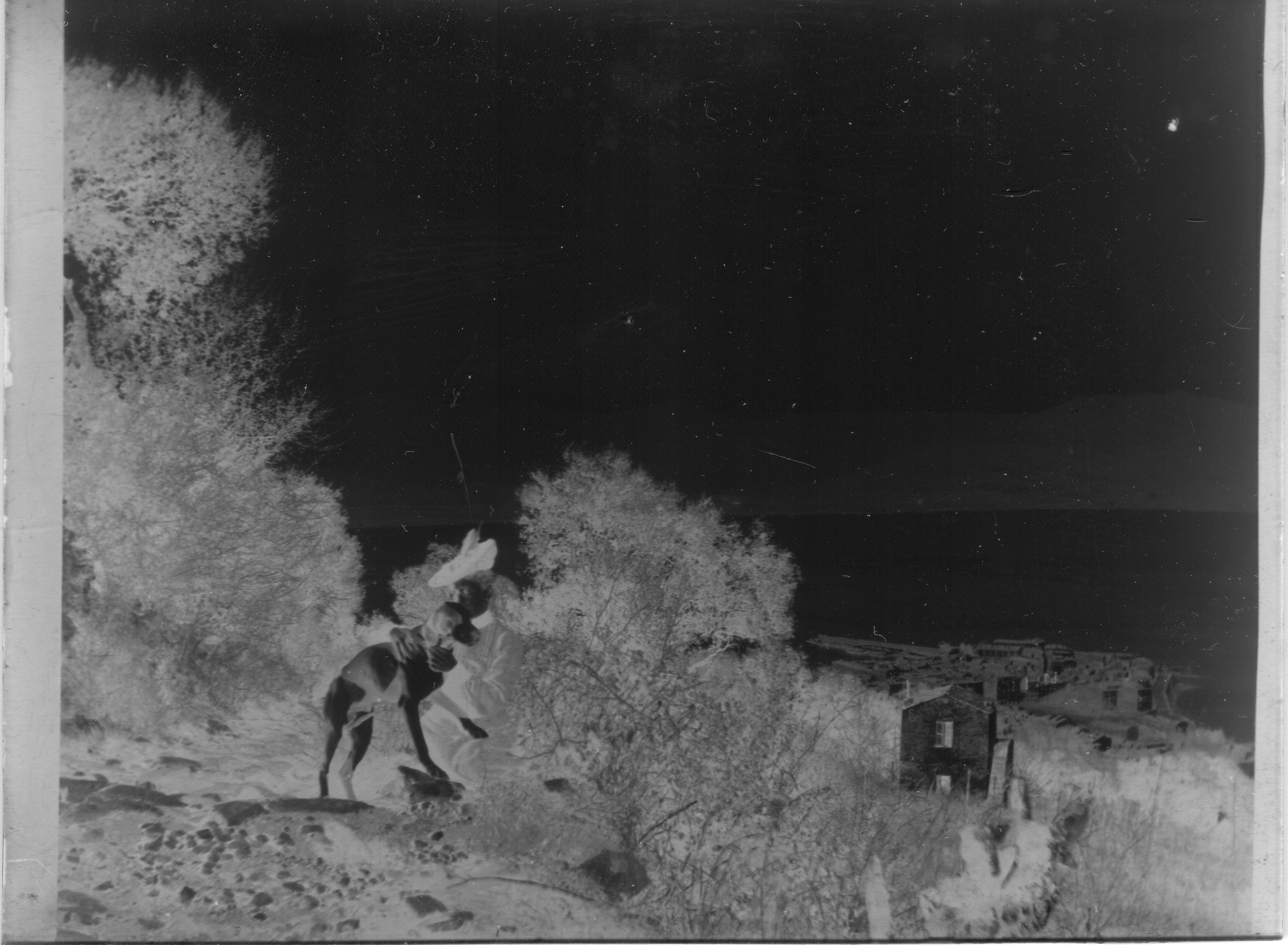
Negativní skleněná deska

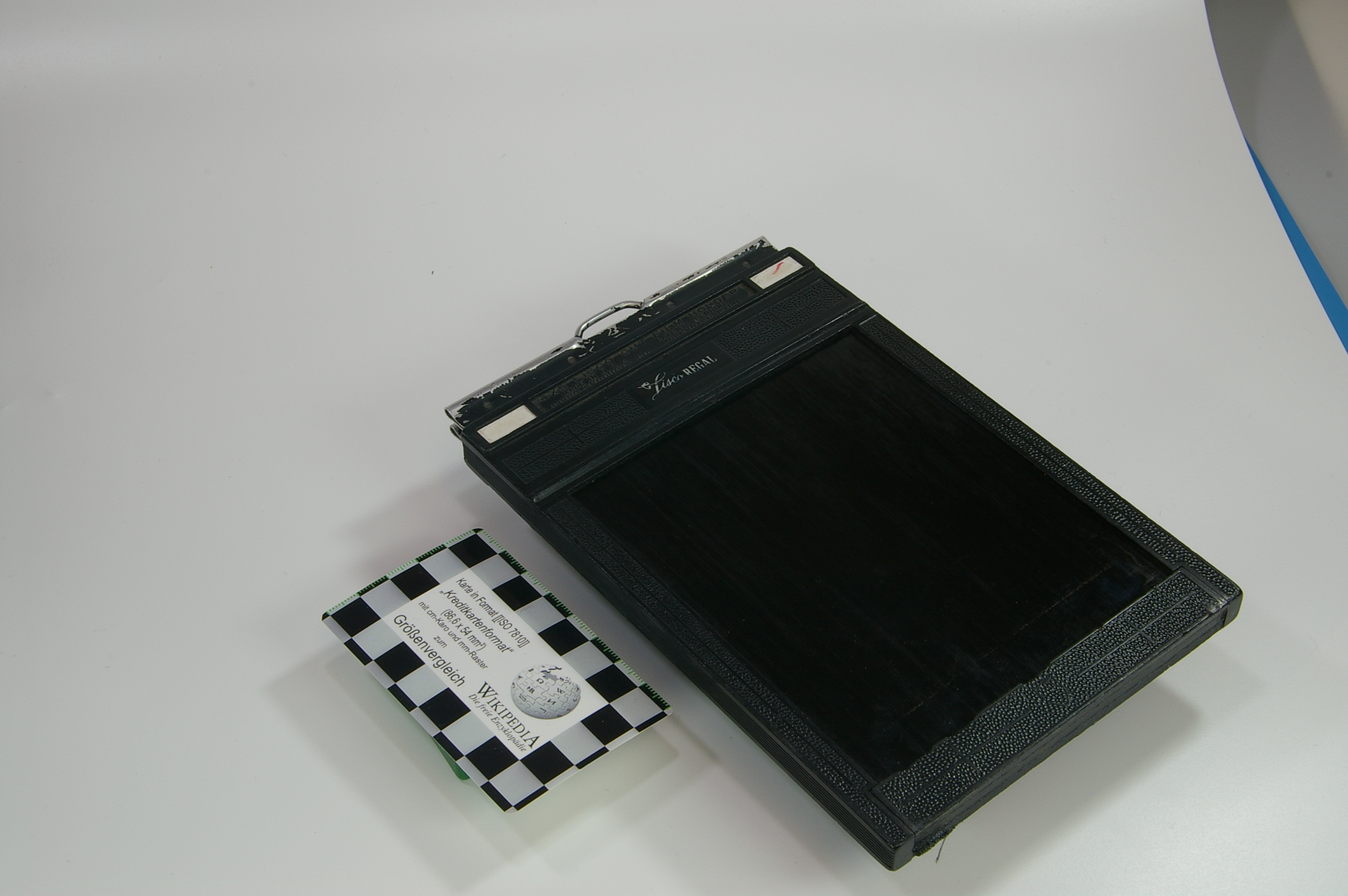
Fotografická kazeta, zavřená

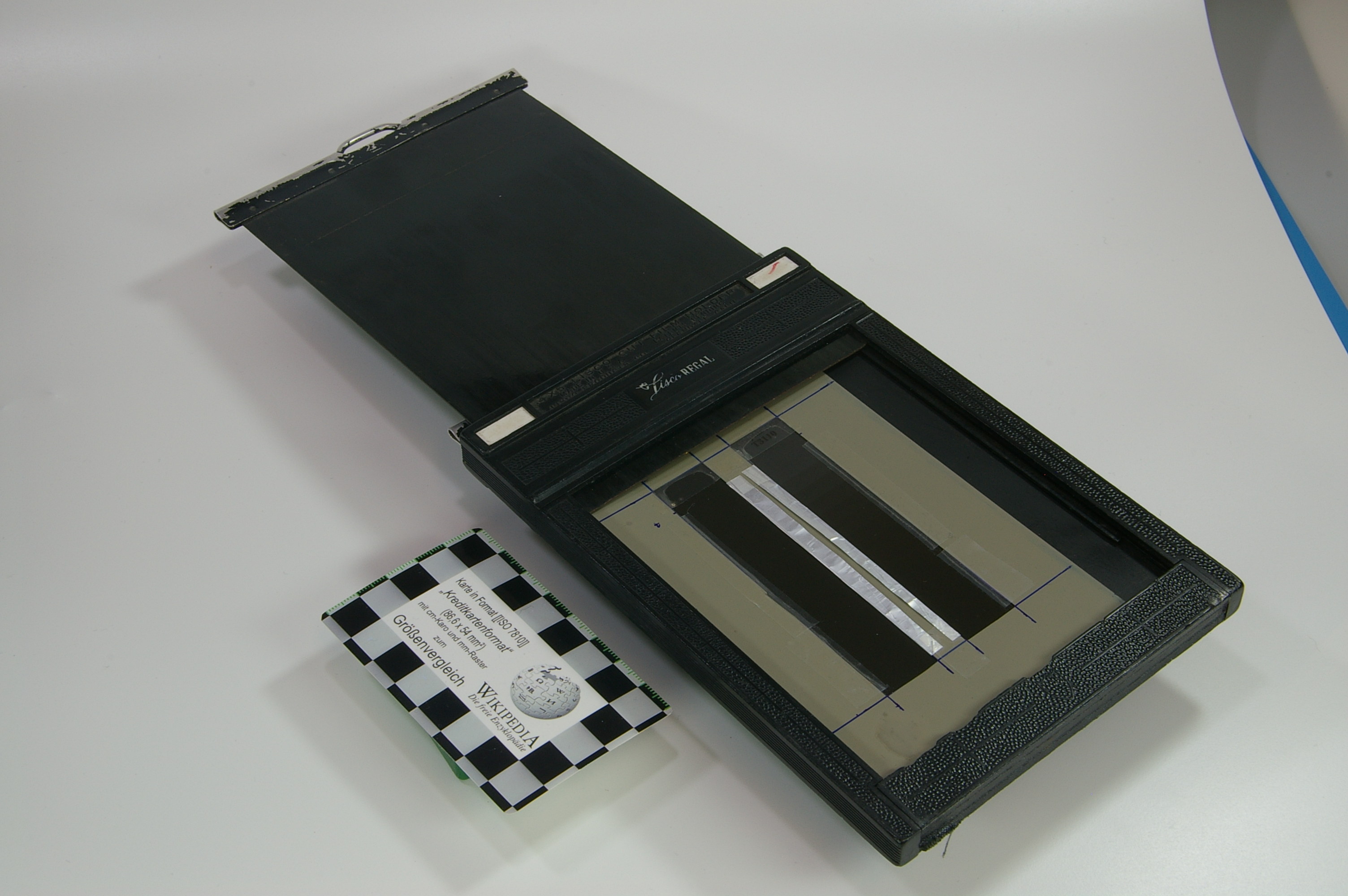
Fotografická kazeta, otevřená

Fotografická deska byla jeden z nosičů citlivé vrstvy před objevením fotografického filmu. Na desku byla nanesena světlocitlivá emulze stříbrných solí. Materiálem byla nejprve cínová nebo měděná deska, později to byly především desky skleněné.

## Historie
První dochované fotografické pokusy provedl roku 1826 vynálezce a fotograf Nicéphore Niépce na cínovou desku, na kterou byla nanesena vrstva světlocitlivého asfaltu. První rozšířený fotografický způsob – daguerrotypie – pracoval s měděnými postříbřenými deskami. Ferrotypie používala desky železné. Nejrozšířenějším materiálem fotografických desek bylo sklo. Používalo se počínaje mokrým kolodiovým způsobem až po suché želatinové desky. Těžké želatinové desky byly v běžné fotografické praxi v první polovině 20. století zcela vytlačeny fotografickým filmem. Pro speciální účely (fotogrammetrie, astronomie) se ale používaly až do osmdesátých let 20. století.
První skleněné desky použil roku 1847 Niepce de Saint-Victor. První negativ na skleněnou desku pořídil v roce 1839 vynálezce John Herschel. Byl také první, kdo použil pojmy negativ a pozitiv a snímek.
Desky byly opatřeny kolodiovým povlakem, který se musel za mokra exponovat. Podrobněji viz článek o kolodiovém procesu. Od roku 1871 probíhaly pokusy objevit suchý fotografický materiál. Na přelomu století se nakonec podařilo zjednodušit fotografický proces objevem suchých panchromatických desek A. Miethem a A. Traubem s kompletní a korektní škálou šedé barvy. Roku 1904 v Lyonu bratři Lumièrové představili první autochromové desky, které se daly reprodukovat barevným tiskem. S těmito deskami začali experimentovat například Edward Steichen, Jacques Henri Lartigue nebo Heinrich Kühn.

## Porovnání desek, filmu a CCD
Forma fotografické emulze nanesené na skle zmizela ze spotřebitelského trhu počátkem 20. století, protože se začaly vyrábět pohodlnější a odolnější filmy. Přesto se fotografické desky používaly profesionální astronomickou komunitou ještě do 90. let 20. století. Takové desky reagovaly na přibližně 2 % světla, které se k nim dostane.
Skleněné desky byly v porovnání s filmem daleko lepší pro kvalitu výzkumného zobrazení, protože byly extrémně stabilní a méně náchylné k ohnutí anebo zkřivení, speciálně při velkoformátových políčkách širokoúhlého zobrazování. Mnohé známé astronomické průzkumy byly zaznamenané pomocí fotografických desek, včetně první Palomar Observatory Sky Survey (POSS) v 50. letech, následujícího POSS-II průzkumu v 90. letech a UK Schmidt průzkumu jižních deklinací. Mnoho observatoří, včetně Harvardovy univerzity a Sonneberg Observatory, udržují velké archívy fotografických desek, primárně pro historický výzkum proměnlivých hvězd.
Použití fotografických desek výrazně upadlo od raných 80. let 20. století, když byly nahrazeny CCD zařízeními. CCD fotoaparáty mají několik výhod oproti skleněným deskám, včetně vysoce účinné, lineární odezvy na světlo a jednoduchosti zachycení obrazu a zpracování. Naproti tomu i největší formáty CCD (např. 8 192 × 8 192 pixelů) stále nemají rozlišení většiny fotografických desek, což donutilo moderní průzkumné kamery používat velké pole CCD čipů. Životnost elektronických dat a datových formátů (jako například FITS) je též nejistá.[zdroj?]

## Vědecké použití

### Astronomie
Mnoho objektů sluneční soustavy bylo objevených pomocí fotografických desek. Objevování planetek s použitím fotografických desek zahájil Max Wolf, svým objevem 323 Brucia roku 1891. První přirozený satelit objevený pomocí fotografických desek byl Phoebe roku 1898. Pluto bylo objevené pomocí fotografických desek v blikacím porovnávači; jeho měsíc Cháron byl objeven prověřením vydutí na obrázku Pluta na desce.

### Fyzika
Fotografické desky byly též velmi důležitý nástroj v dřívější vysokoenergetické fyzice, protože zčernají ionizujícím zářením. Například Victor Franz Hess objevil v 10. letech 20. století kosmické záření podle toho, jak zanechávalo stopy na řadě fotografických desek, které za tím účelem přinesl na vysoké hory nebo nechal vystoupit do ještě vyšší atmosféry s pomocí balónů.

### Medicína
Citlivost určitých typů fotografických desek na ionizující záření (obyčejně rentgenové paprsky) je užitečná v medicínském zobrazování a aplikacích vědy o materiálech, i když byly většinou nahrazeny znovupoužitelnými a počítačem řízenými detektory obrazových desek a jinými typy rentgenových detektorů.

### Fotogrammetrie
Pro fotogrammetrické účely se skleněné desky používaly až do devadesátých let 20. století. Hlavní výhodou měřických snímků na skleněných deskách oproti filmům byla rozměrová stálost (deska během vyvolání na rozdíl od filmu nezmění rozměr). To významně zvyšuje přesnost. Toto hledisko po vynálezu analytického plotru a později nástupu digitální fotogrammetrie ztratilo význam.

## Dělení desek

### Podle materiálu
- cínová
- měděná
- železná
- skleněná

### Podle citlivé vrstvy
- kolodiová
- suchý želatinový proces
- bromostříbrná
- jodostříbrná

### Obvyklé formáty

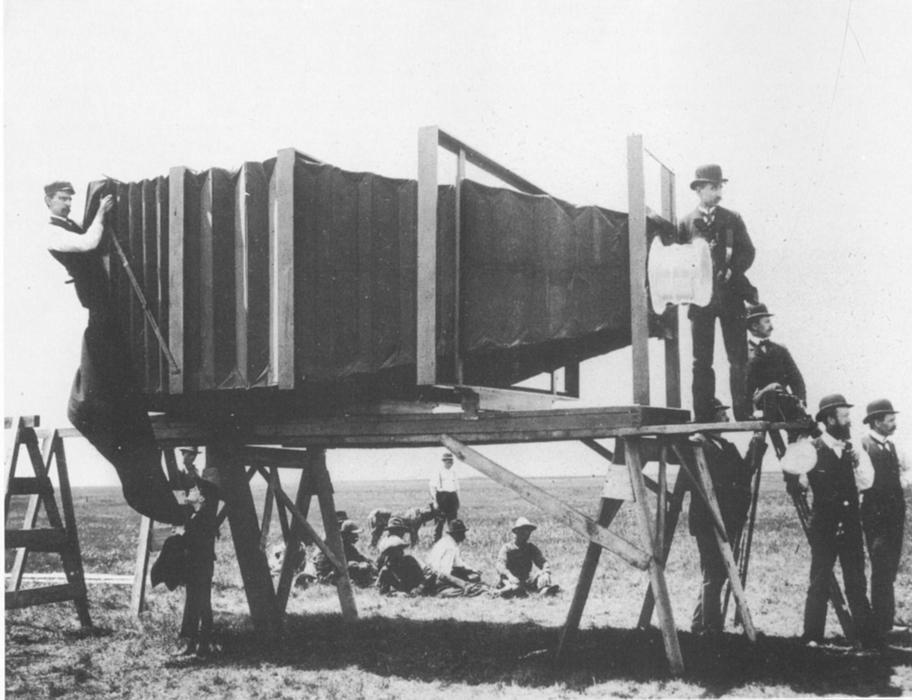
Obří fotoaparát Mamut, který postavil Georg Lawrence v roce 1900 pro Altonské železnice. Kontaktní fotografie z něj měly rozměr 2,4 × 1,4 metru. (Lawrence dohlíží na správnou expozici u objektivu)

#### Daguerotypie
Pro daguerrotypie se používaly tyto formáty:
- plná deska (full plate: 16,2 × 21,6 cm (6,5 × 8,5 palců)
- poloviční deska (half plate: 10,8 × 16,2 cm (4,25 × 6,5 palců)
- třetinová deska (third plate: 7,2 × 16,2 cm (2,75 × 6,5 palců)
- čtvrtinová deska (quarter plate: 8,1 × 10,8 cm (3,25 × 4,25 palců)
- šestinová deska (sixth plate: 7,2 × 8,1 cm (2,75 × 3,25 palců)
- osminová deska (eighth plate: 5,4 × 8,1 cm (2,1 × 3,25 palců)

#### Skleněné desky
Obvyklé metrické formáty, používané ve 20. století
- 40 × 30 cm
- 24 × 30 cm
- 18 × 24 cm
- 13 × 18 cm
- 9 × 12 cm
- 6 × 9 cm
- 4,5 × 6 cm

Používala se ale i celá řada atypických formátů.